# Taavi Veskimägi
Taavi Veskimägi (ur. 20 listopada 1974 w Eidapere w prowincji Rapla) – estoński polityk, administratywista, minister finansów w latach 2003–2005, parlamentarzysta.

## Życiorys
Ukończył w 1993 gimnazjum w Rapli, w 1995 studia inżynierskie na Uniwersytecie Technicznym w Tallinnie. W 1998 został absolwentem administracji na Uniwersytecie Pedagogicznym. Pracował jako urzędnik w Ministerstwie Finansów, dochodząc do stanowiska dyrektora departamentu, prowadził też wykłady z zakresu administracji publicznej.
Od 1999 do 2005 był radnym gminy miejskiej i wiejskiej Rapli. Zaangażował się w działalność partii Res Publica, w latach 2001–2002 był skarbnikiem tego ugrupowania. W 2003 uzyskał mandat posła do Riigikogu, jesienią tego samego roku powołano go na urząd ministra finansów w gabinecie Juhana Partsa. Urząd ten sprawował do 2005, powracając do pracy w parlamencie (przez rok był jego wiceprzewodniczącym).
Również w 2005 zastąpił Juhana Partsa na stanowisku prezesa partii. Doprowadził do jej zjednoczenia ze Związkiem Ojczyźnianym w jednolite ugrupowanie pod nazwą Isamaa ja Res Publica Liit. Objął funkcję współprzewodniczącego nowej formacji (obok Tõnisa Lukasa), którą pełnił do czasu objęcia kierownictwa partii przez Marta Laara.
W wyborach w 2007 Taavi Veskimägi uzyskał reelekcję do Zgromadzenia Państwowego XI kadencji. W 2009 złożył mandat poselski i zrezygnował z aktywności partyjnej w związku z objęciem stanowiska prezesa zarządu spółki energetycznej „Elering”, którą zarządzał do 2023.

## Odznaczenia
- Order Gwiazdy Białej IV klasy (2017)[2]